# ジョージ・バビット
ジョージ・T・バビット（George T. Babbitt, 1942年6月22日 - ）は、アメリカの軍人。アメリカ空軍に所属し、米空軍資材コマンド司令官（1997年 - 2000年）などを務めた。最終階級は大将。

## 経歴
ジョージ・バビットの名は1950年代後半に結成されたインストゥルメンタル・バンド、ザ・ベンチャーズの初代ドラマーとしても知られている。ザ・ベンチャーズは1960年の『急がば廻れ』でヒットを飛ばしメジャーデビューを果たしたが、その前後よりナイトクラブなどでの演奏を行うようになった為、未成年だったバビットは脱退を余儀なくされた。
1965年、ワシントン大学の予備役将校訓練課程に参加して空軍の軍人となる。彼は航空整備士官としての訓練を受け、アメリカ・太平洋・ヨーロッパに展開する戦闘機の整備を担当した。2度航空整備中隊の指揮官を務め、ヨーロッパにおけるF15戦闘機飛行隊付き整備隊の副司令なども務めた。その後、国防兵站局長、空軍司令部付兵站幕僚副長、航空訓練コマンド・欧州米空軍司令部付兵站局長なども務めている。2000年、米空軍資材コマンド司令官の職を最後に退役した。
1998年3月1日には、現役の大将としてアメリカ空軍音楽隊と共にザ・ベンチャーズと共演しており、その際には彼自身も再びドラムを演奏した。